# Dan Boyle
Daniel Denis Boyle (* 12. července 1976, Ottawa) je bývalý kanadský lední hokejista, obránce. S kanadskou reprezentací vyhrál olympijský turnaj na hrách ve Vancouveru roku 2010. Má též stříbro z mistrovství světa 2005. Do NHL vstoupil roku 1998 a opustil ji v roce 2016, kdy ukončil kariéru. Působil v klubech Florida Panthers, Tampa Bay Lightning, San Jose Sharks a New York Rangers. S Tampou vyhrál roku 2004 Stanley Cup. Jeho bilance v základní části NHL je: 1093 utkání, 605 kanadských bodů, 163 branek, ve vyřazovací části (Stanleyově poháru) přidal 130 zápasů, 81 bodů a 17 gólů. Během uzavření NHL v roce 2005 si zahrál nejvyšší švédskou soutěž v dresu Djurgårdens IF.